# 希爾曼鎮區 (明尼蘇達州莫里森縣)
希爾曼鎮區（英語：Hillman Township）是位於美國明尼蘇達州莫里森縣的一個行政鎮區。

## 地方資料
希爾曼鎮區的面積為73.25平方千米，當中陸地面積為73.22平方千米，而水域面積為0.03平方千米。根據2020年美國人口普查的數據，當地共有人口194人，而人口密度為每平方千米2.65人。